# المقبرة العسكرية بقمرت
المقبرة العسكرية بقمرت  (بالفرنسية: Cimetière militaire de Gammarth)‏ هي مقبرة عسكرية فرنسية تأسست في 5 يناير 1944 في قمرت (تونس).

تغطي المقبرة مساحة 7 هكتارات، وتحتوي على 875 1 قبر، وتعتني بها مصلحة المحاربين القدامى في سفارة فرنسا في تونس.

## التاريخ والمكونات
في الأصل، كانت المقبرة مخصصة للعسكريين غير المسلمين من قوات شمال أفريقيا المشاركين في حملة تونس بين 19 نوفمبر 1942 و13 مايو 1943. بعد تجميع رفات العديد من القتلى العسكريين المدفونين في مقابر بلدية بين 1966 و1968، تم إضافة رفات جنود آخرين مشاركين في الحرب العالمية الأولى والحرب العالمية الثانية والحرب الهندوصينية الأولى. في المجموع، تستقبل هذه المقبرة العسكرية 875 1 قبر فردي.

إلى جانب هذه القبور الفردية، يوجد صندوق لعظام الموتى يتكون من 23 نعش تحتوي على عظام بشرية مجمعة و220 1 مربع لهياكل غير معروفة.

في 1971، أضيف كولمباريوم يحتوي 403 1 جثة.

بعد استقلال تونس في 1956، جلبت العديد من النصب التذكاريه لهذه المقبرة:
- قبر الجندي المجهول لحملة تونس.
- النصب التذكاري للفيلق الفرنسي لأفريقيا.
- نصب تذكاري وصندوق عظام موتى الغواصة Morse التي غرقت في سواحل صفاقس في 17 يونيو 1940.
- نصب الموتى التذكاري في الحمامات.
- العديد من اللوحات التذكارية المستردة من الكنائس والمدارس والمقابر العسكرية المهجورة، أخرها جلب في أكتوبر 1993 وهي تحمل أسماء الجنود القتلى في سوسة بين 1881 و1889.

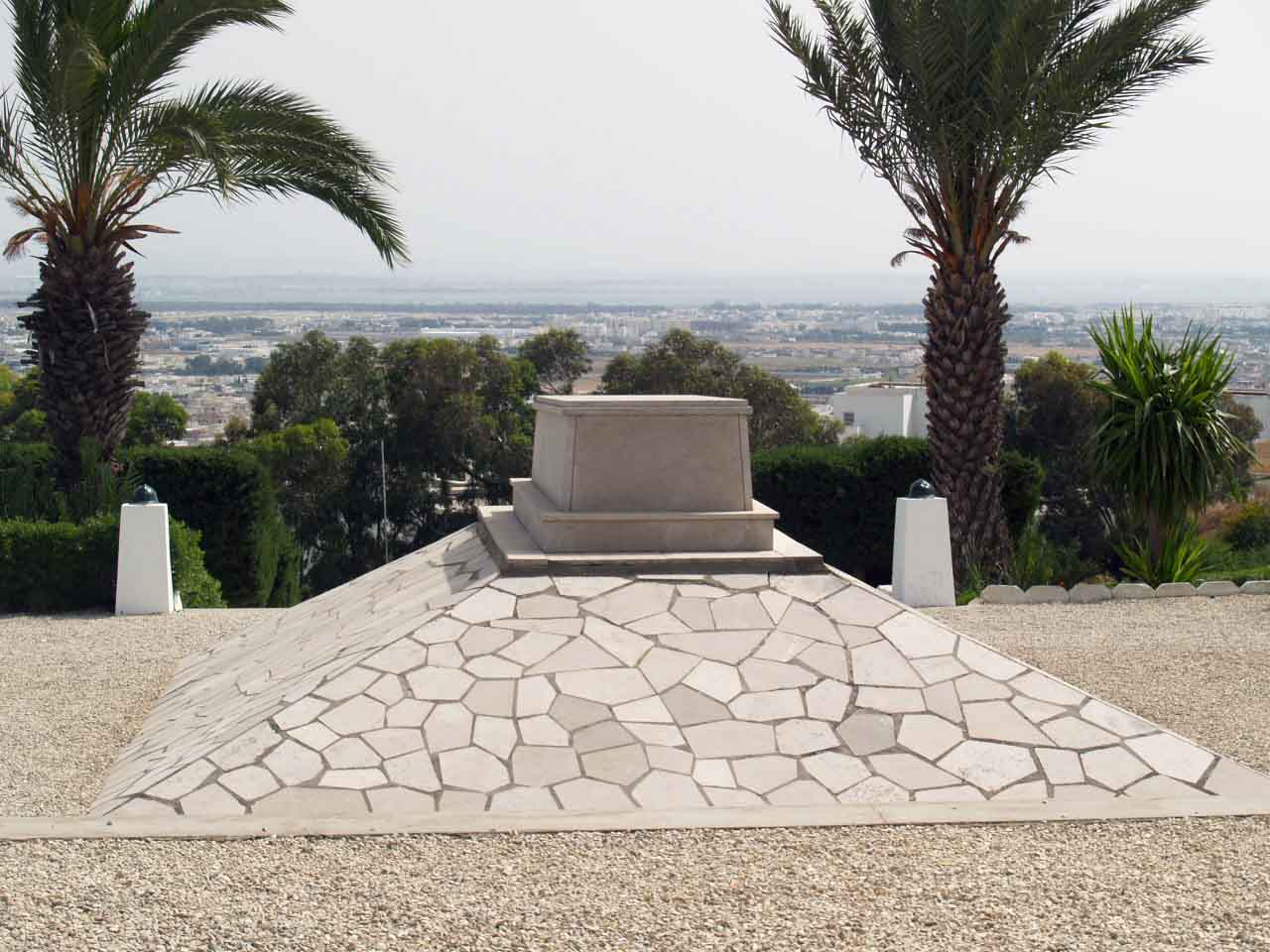
قبر الجندي المجهول لحملة تونس.
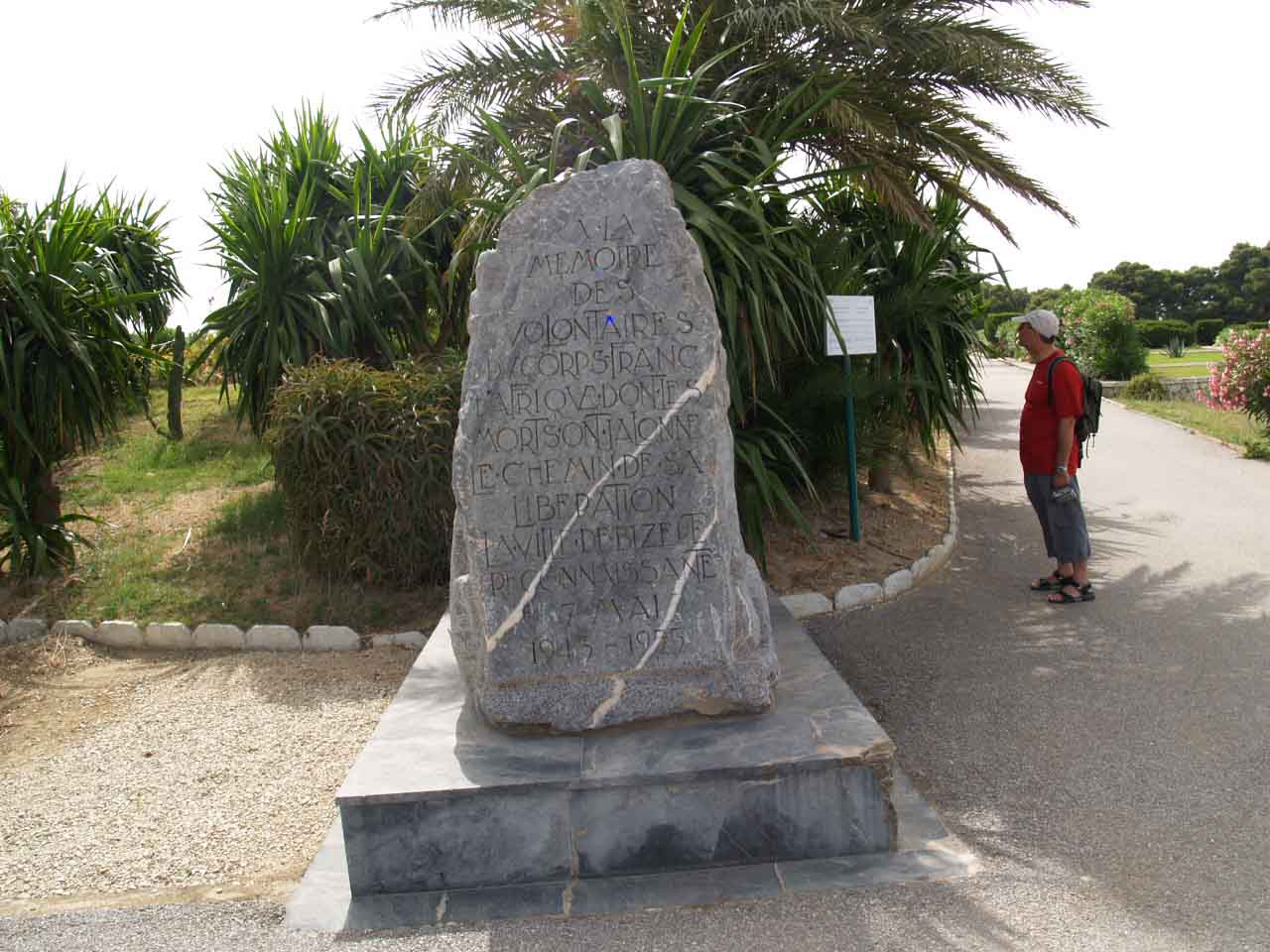
النصب التذكاري للفيلق الفرنسي لأفريقيا.
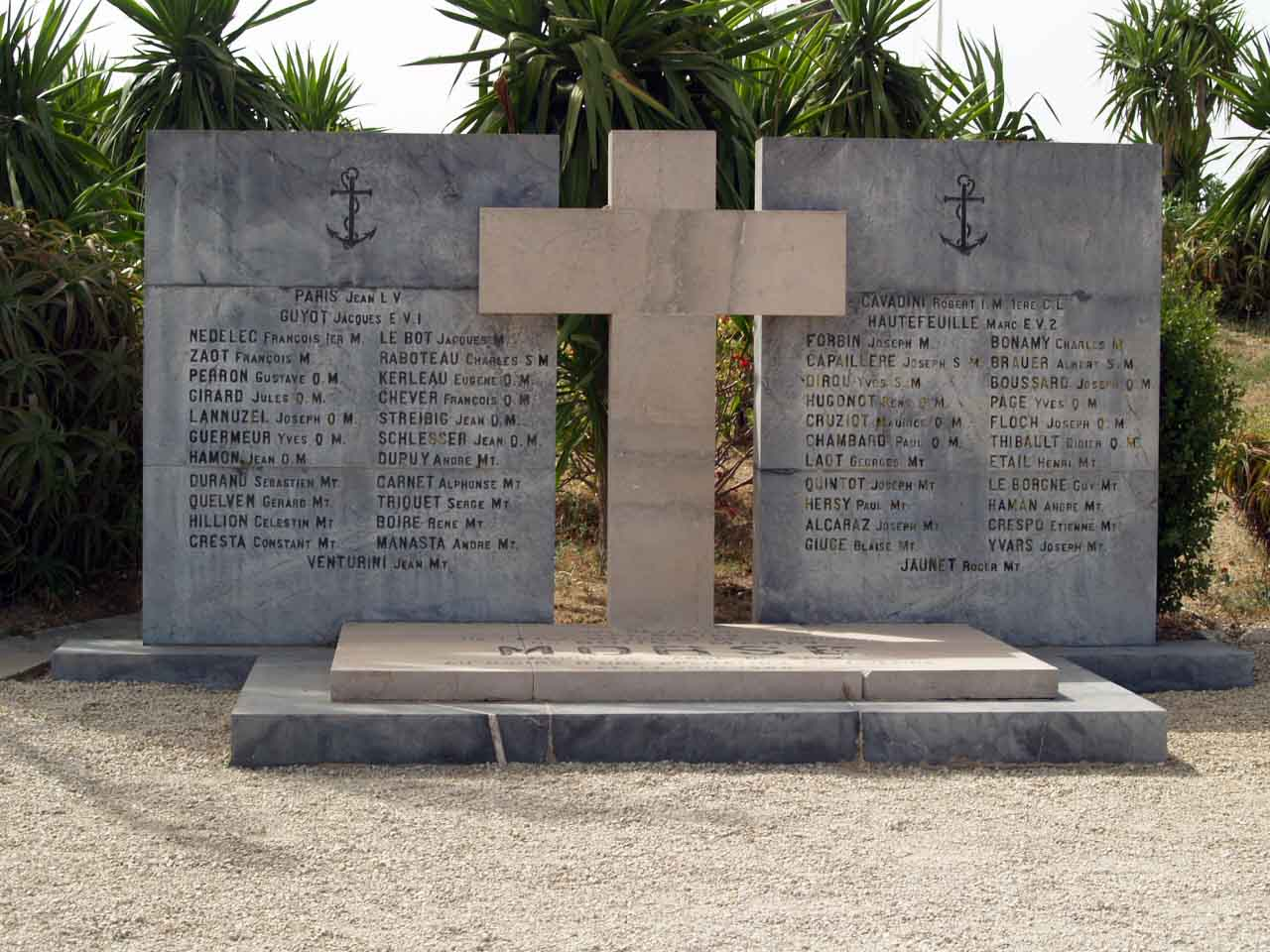
النصب التذكاري وصندوق عظام موتى الغواصة Morse.
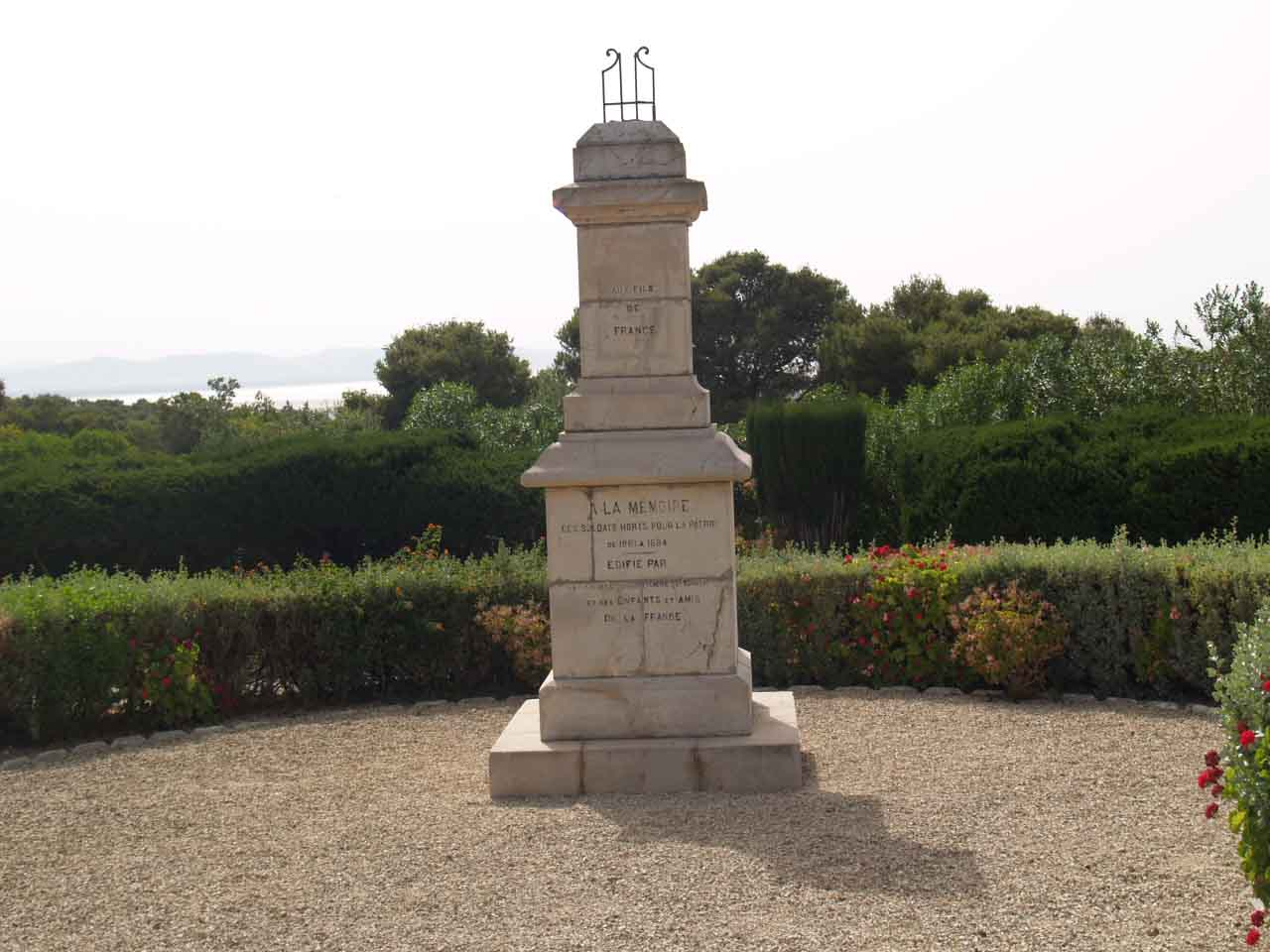
نصب الموتى التذكاري في الحمامات والتي اختفى جزئها العلوي..

## روابط خارجية
- المقبرة على موقع القنصلية العامة لفرنسا في تونس.